# Back to Front: Live in London
Back to Front: Live in London ist der neunte Konzertfilm auf Video und das 13. Videoalbum insgesamt des englischen Singer-Songwriters und Rock-Musikers Peter Gabriel, das erstmals am 23. Juni 2014 erschien. Das Audioalbum wird als eigenständiges Album seit dem 24. Juni 2014 nur als Download und zum Streaming bei Onlinediensten wie Bandcamp nur für Abonnenten angeboten. Als CD ist es nur als Bestandteil der DVD und Blu-ray Deluxe Book-Editionen erhältlich.

## Hintergrund
Die Aufnahmen für den Konzertfilm wurden in der O2 Arena in London am 21. und 22. Oktober 2013 während seiner Back to Front Tour aufgenommen. Die beiden Konzerte der Back to Front Tour in London wurden an zwei Abenden in der O2 Arena mit der neuesten Ultra High Definition-4K-Technologie gefilmt. Der Film zeigt die Live-Auftritte von Peter Gabriel auf der Tournee zum 25-jährigen Jubiläum seines Albums So. Für diese Live-Shows hat er die ursprüngliche Tourband der This Way Up Tour von 1986/87 wieder vereint: Tony Levin, David Rhodes, Manu Katché und David Sancious mit zusätzlicher Unterstützung von Jennie Abrahamson und Linnea Olsson. Die Arbeit in 4K schränkte laut Gabriel die kreativen Möglichkeiten ein, weil diese Technologie verwendet wurde, bevor sie richtig ausgereift war, und die Ausrüstung nicht vollständig richtig funktionierte. Es gab beispielsweise Probleme bei der Synchronisierung von Bild und Ton. Die nötigen Effekte gab es noch nicht in 4K. Deswegen waren nicht alle Funktionen verfügbar und die Umsetzung dauerte viel länger. Bild und Ton mussten auf eine sehr altmodische Art und Weise abgestimmt werden. Es gab also gewisse technische Anlaufschwierigkeiten mit dem neuen Medium. Am 26. März 2024 wurde die Erstveröffentlichung in 4K für den 10. Mai 2024 angekündigt.

## Veröffentlichung

### Audioalbum
Der Inhalt des Audioalbums umfasst alle Titel des The full concert films. Dieses wurde auf CD nur als Teil der Blu-ray oder DVD-Deluxe-Sets vertrieben und nicht als separates Audioalbum angeboten. Eigenständig ist es nur als Digitales Medium im Download und zum Streaming bei Onlinediensten wie Bandcamp nur für Abonnenten erhältlich.

### Videoalbum
Die Veröffentlichung umfasst die reguläre Aufzeichnung der Konzerte sowie eine spezielle „filmtheatralische“ Version mit Interviews unter der Regie von Hamish Hamilton. Der Theatrical film with interviews hat einige signifikante Unterschiede zur Heimvideobearbeitung, einschließlich Montageversionen von Solsbury Hill und Sledgehammer mit Material von Live-Shows über die Jahre hinweg sowie zusätzlichen Interviews. Beide Video-Versionen haben entweder DTS-HD High Res Audio oder Dolby Digital/DTS, je nachdem, ob es sich um die Blu-ray oder DVD-Edition handelt.
Zu den Bonus-Features gehört The Visual Approach, ein Featurette hinter den Kulissen, das zeigt, wie die Back to Front-Liveshow zusammengestellt wurde.

### Encore-Series
Jeder Abend der gesamten Tournee wurde live vom Mischpult aufgenommen und zusätzlich zu dem Audio- und Videoalbum Back to Front: Live in London sowohl einzeln auf CD oder als Dateien im WAV-Format auf einem USB-Stick in Form eines Mikrofons als auch als Teil eines Boxsets unter dem Namen Back to Front: Encore Series veröffentlicht. Die Veröffentlichungen waren in limitierter Auflage und ausschließlich über Gabriels offizielle Website erhältlich.

## Titelliste
Alle Lieder wurden von Peter Gabriel geschrieben, außer That Voice Again (Text von Peter Gabriel/David Rhodes, Musik von Peter Gabriel) und This is the Picture (Excellent Birds) (geschrieben von Laurie Anderson/Peter Gabriel).

### Audioalbum

#### CD 1
1. Daddy Long Legs – 3:32
2. Come Talk to Me – 5:24
3. Shock the Monkey – 4:58
4. Family Snapshot – 4:46
5. Digging in the Dirt – 6:48
6. Secret World – 8:26
7. The Family and the Fishing Net – 7:27
8. No Self Control – 5:44
9. Solsbury Hill – 4:25
10. Show Yourself – 4:22

Gesamtspielzeit (Disc 1): 55:52

#### CD 2
1. Red Rain – 5:55
2. Sledgehammer – 6:17
3. Don’t Give Up – 7:41
4. That Voice Again – 4:40
5. Mercy Street – 6:35
6. Big Time – 4:53
7. We Do What We’re Told (Milgram’s 37)[Anm. 1][15] – 4:47
8. This is the Picture (Excellent Birds) – 4:12
9. In Your Eyes – 10:21
10. The Tower That Ate People – 5:14
11. Biko – 8:57

Gesamtspielzeit (Disc 2): 1:09:32

Gesamtspielzeit (Disc 1–2): 2:05:24

### Videoalbum

#### Bildträger 1: Konzert
1. Daddy Long Legs
2. Come Talk to Me
3. Shock the Monkey
4. Family Snapshot
5. Digging in the Dirt
6. Secret World
7. The Family and the Fishing Net
8. No Self Control
9. Solsbury Hill
10. Show Yourself
11. Red Rain
12. Sledgehammer
13. Don’t Give Up
14. That Voice Again
15. Mercy Street
16. Big Time
17. We Do What We’re Told (Milgram’s 37)
18. This is the Picture (Excellent Birds)
19. In Your Eyes
20. The Tower That Ate People
21. Biko

 Extras 
1. Interview Peter Gabriel and Rob Sinclair: Back to Front - The Visual Approach

Gesamtspielzeit: 2:42:00

#### Bildträger 2: „Theatrical Film“ mit Interviews
1. Daddy Long Legs
2. Shock the Monkey
3. Family Snapshot
4. Digging in the Dirt
5. Secret World
6. No Self Control
7. Solsbury Hill
8. Show Yourself
9. Red Rain
10. Sledgehammer
11. Don’t Give Up
12. Mercy Street
13. Big Time
14. We Do What We’re Told (Milgram’s 37)
15. In Your Eyes
16. The Tower That Ate People
17. Biko

 Extras 
1. In Your Eyes - DNA Mashup
2. This is the Picture (Excellent Birds) - Fan Cam

Gesamtspielzeit: 1:56:00

## Mitwirkende

### Musiker
Hauptmusiker
- Jennie Abrahamson – Begleitgesang, Co-Hauptgesang bei Don’t Give Up und This is the Picture (Excellent Birds), Akustische Gitarre
- Peter Gabriel – Hauptgesang, Piano
- Manu Katché – Schlagzeug, Perkussion
- Tony Levin – E-Bass, Keyboards, Begleitgesang
- Linnea Olsson – Begleitgesang, Co-Hauptgesang bei This is the Picture (Excellent Birds), Cello
- David Rhodes – E-Gitarre, Begleitgesang
- David Sancious – Keyboards, Akustische Gitarre, Akkordeon

Gastmusiker
- Daby Touré – Gastgesang bei In Your Eyes

### Technisches Personal
(Quelle: )
- Laurie Anderson – Songwriterin
- Steve Angell – Kamerasicherheit
- Osinachi Anyanwu – Abteilungsleiter Filmcrew
- Lincoln Arraham – Kameramann
- Alex Ash – Film Audio-Techniker
- Bill Ashworth – Kameramann
- Rab Baillie – Monteur/Fahrer
- Peter Barnes – Beleuchtungstechniker
- Dan Bateman – Monteur/Fahrer
- Mark Beaumont – Cover-Texte
- Sophie Beck – Produktions-Koordinatorin
- Ahmet Bekir – Kameramann
- Marc Bessant – Design
- Emma Beszant – Leiterin des Veranstaltungsortes
- Chris Bew – Monteur/Fahrer
- Doremy Bianchi – Film-Techniker
- Mike Bloomfield – Bild-Techniker
- Alex Boodt – Kameraassistent
- Rob Bozas – Koordinator Veröffentlichung
- Danny Brennan – Filmcrew DIT Runners
- Danny Brosnan – Filmcrew VT Audio Operator
- Nev Bull – Videoinhalte- und Katalysator-Bediener
- Paul Bullock – Produktions-Koordinator für Eagle Rock Entertainment
- Callum Bulmer – VT Audio Operator
- Mike Callan – Kameramann
- Patch Carhill – Film-Produktions-Unterstützung
- Richard Chappell – Film-Techniker, Abmischung, Aufnahme-Techniker
- Camilla Cheales – Produktions-Unterstützung
- Emily Clarkson – Make-Up
- Lawrence Cockayne – Bild-Techniker
- Andy Coles – Audio-Post-Abmischung
- Hayley Collett – Regieassistentin
- Dave Coomber – Kameraassistent
- Tony Cousins – Mastering
- Joss Crowley – Filmproduzent (Back To Front Film), Produzent (Tournee)
- Gary Currier – Bühnen-Manager
- Kristen Davey – Filmproduzent VT Produktions Team
- Tim Deacon – Kamerasicherheit
- John Dibley – Kameramann
- Wesley Dunn – DIT Runners
- Curtis Dunne – Kameramann
- Dave Evans – Kameramann
- Guy Ferguson – Bild-Techniker
- Ben Findlay – Abmischung (Stereo Mix für CD), Aufnahme-Techniker, Abmischung (Audio)
- Chris Fone – RF Engineer
- Matt Ford – Kameraassistent
- Mark Fossitt – Blu-ray/DVD Produktions-Koordinator für Eagle Rock Entertainment
- Freehand – Film Authoring
- Paul Francis – VT Engineer
- Kevin French – Kamera-Supervisor
- Rachel French – Ausführende Produzentin
- Ben Frewin – Senior Beleuchtungs-Techniker
- Peter Gabriel – Songwriter, Design, Fotografie, Kreativdirektor, Liedtexte
- Bettina Geissler – Filmcrew DIT Runners
- Callum Gerard – DIT Runners
- Matt Glasbey – Film-Audio-Interface-Techniker, Matt Glasbey – Abmischung (Stereo Mix für CD), Audio-Aufnahme-Assistent, Abmischungs-Assistent
- Nikki Graves – Kameraassistent
- Neil Gray – DIT Techniker
- Hamish Greg – CTV Technischer Produzent
- Mark Grinyer – Sony Professional
- Mikal Habteab – Filmproduktions-Unterstützung
- Jeff Halsey – Post Produzent
- Hamish Hamilton – Filmregisseur
- Guy Harding – Post Produktion, Film Editor
- Phil Heron – Film DIT Techniker
- Claire Higgins – Blu-ray/DVD Produktions-Koordinator für Eagle Rock Entertainment
- Nat Hill – Kameramann
- Rosie Holley – Produktions-Manager für Eagle Rock Entertainment
- Martin Hopewell – Real World Tournee-Management
- Johnny Horne – Filmcrew VT Audio Operator
- Giuseppe Ingrao – Kameraassistent
- Amanda Jones – Produktions-Koordinator
- Dennis Kelleher – Monteur/Fahrer
- Geoffrey Kempin – Ausführender Produzent für Eagle Rock Entertainment
- Danielle Kennedy-Clarke – O2 Standort Manager
- Cheryl Ko – VT Produktion Team
- Liz Kruze – Film-Produktions-Unterstützung
- Mike Large – Ausführender Produzent für Real World, Tournee-Planung, Management für Real World Productions
- Blue Leach – Creative Director, Video-Regisseur
- Andy Lee – Kolorist
- Jim Liddiard – Video-Regisseur
- Mark Lines – Monteur/Fahrer
- Tony Maher – Senior Postproduzent
- Miles Marchment – Tontechniker
- Keith Mankelow – Vorarbeiter Monteur
- Lisa Mejuto – Visagistin
- Richard Mills – DIT Technical Manager
- Trevor Moore – Filmcrew VT Audio Operator
- Bill Morris – Technischer Produzent
- Katy Mullan – Film-Produzent (Back To Front Film), Produzent (Tournee)
- Patrick Murray – Monteur/Fahrer
- Matt Osborne – Produktions-Koordinator, Management Marketing und Promotion
- Mike O’Flaherty – Film-Techniker
- Marek Panek – Film Audio-Technik Assistent
- Annie Parsons – Koordinator (Produktions-Koordinator), Assistentin für Peter Gabriel
- Kirby Partington – Film-Produktions-Unterstützung
- Ian Pearce – VT Camera Assistant
- Michael Pearce – Post Production, Film Editor
- Charlie Pearson – Filmcrew EVS Guarantee
- Derek Pennell – Kameramann
- Mike Perkins – Monteur/Fahrer
- Tiff Pike – Management für Real World Productions
- Becky Pinner – Film-Produktions-Unterstützung
- Joe Preston – Kameraassistent
- Chris Richardson – Film-Produzent
- David Rhodes - Liedtexte
- Rob Sargent – Kameramann
- Nick Sculiard – Post Production, Film Editor (Offline Editors)
- Terry Shand – ausführender Produzent für Eagle Rock Entertainment
- Paul Sheppard – Vorarbeiter Filmcrew VT
- Rachael Sherlock – Film-Produktions-Unterstützung
- Rob Sinclair – Design (Tournee-Konzept und Gestaltung), Kreativdirektor, Lichtdesigner
- Dawn Smith – Film-Produktions-Unterstützung
- Ian Stewart – ausführender Produzent für Done + Dusted
- Romek Sundak – Film Techniker DIT Techniker
- David Taraskevics – Tournee-Planung, Real World Tournee-Management, Tournee-Direktor
- Rik Tester – Post Supervisor
- Chris Thomas – Bild-Techniker
- Michael Thomas – Tournee-Planung, Rechtliche Themen, Management für Real World Productions
- Robert Thorne – Sony Professional
- York Tillyer – Film-Interface Design, Fotografie, Fotografie (Tournee-Fotos), Tournee-Grafik, zusätzlicher Kameramann
- James Tonkin – Filmtitel-Produzent und -Regisseur
- Gary Trew – Produktions-Manager
- Brett Turnbull – Direktor der Forigrafir
- Marianne Turton – Film-Produktions-Unterstützung
- Carl Veckranges – Kameraassistent
- Ben Vignola – Film-Produktions-Koordinator
- John Vincent – Monteur/Fahrer
- Rod Wardell – Abmischung Video
- Dave White – Kamerasicherheit
- Kevin Williamson – Film-Technik-Assistent
- Paul Wolff – Filmcrew RF-Techniker
- Peter Worsley – Überwachender Produzent für Eagle Rock Film Productions
- Chris Young – Post Production, Filmeditor
- Kevin Zemrowsky – Film-Techniker DIT

## Rezeption

### Chartplatzierungen
In Deutschland platzieren sich Videoalben auch in den Albumcharts. Back to Front: Live in London stieg dabei am 4. Juli 2014 auf Rang sieben ein, was zugleich die beste Chartnotierung darstellte. Das Videoalbum konnte sich eine Woche in den Top 10 sowie zehn Wochen in den Charts platzieren. Letztmals platziere es sich in der Chartwoche vom 5. September 2014. Es avancierte für Gabriel zum achten Top-10-Album in Deutschland. In Österreich, der Schweiz, dem Vereinigten Königreich und den Vereinigten Staaten erreichte es die Chartspitze der Musik-DVD-Charts. In den US-amerikanischen Musik-DVD-Jahrescharts belegte Back to Front: Live in London Rang 34 im Jahr 2014.
| ChartsChartplatzierungen       | Höchstplatzierung | Wochen |
| ------------------------------ | ----------------- | ------ |
| Deutschland (GfK)              | 7 (10 Wo.)        | 10     |
| Österreich (Ö3)                | 1 (8 Wo.)         | 8      |
| Schweiz (IFPI)                 | 1 (15 Wo.)        | 15     |
| Vereinigtes Königreich (OCC)   | 1 (27 Wo.)        | 27     |
| Vereinigte Staaten (Billboard) | 1 (23 Wo.)        | 23     |

| ChartsJahrescharts (2014)      | Platzierung |
| ------------------------------ | ----------- |
| Vereinigte Staaten (Billboard) | 34          |

### Auszeichnungen für Musikverkäufe
| Land/Region       | Auszeichnungen für Musikverkäufe (Land/Region, Auszeichnung, Verkäufe) | Verkäufe |
| ----------------- | ---------------------------------------------------------------------- | -------- |
| Frankreich (SNEP) | —                                                                      | 3.200    |
| Insgesamt         | —                                                                      | 3.200    |

Hauptartikel: Peter Gabriel/Auszeichnungen für Musikverkäufe